# Faux aveux

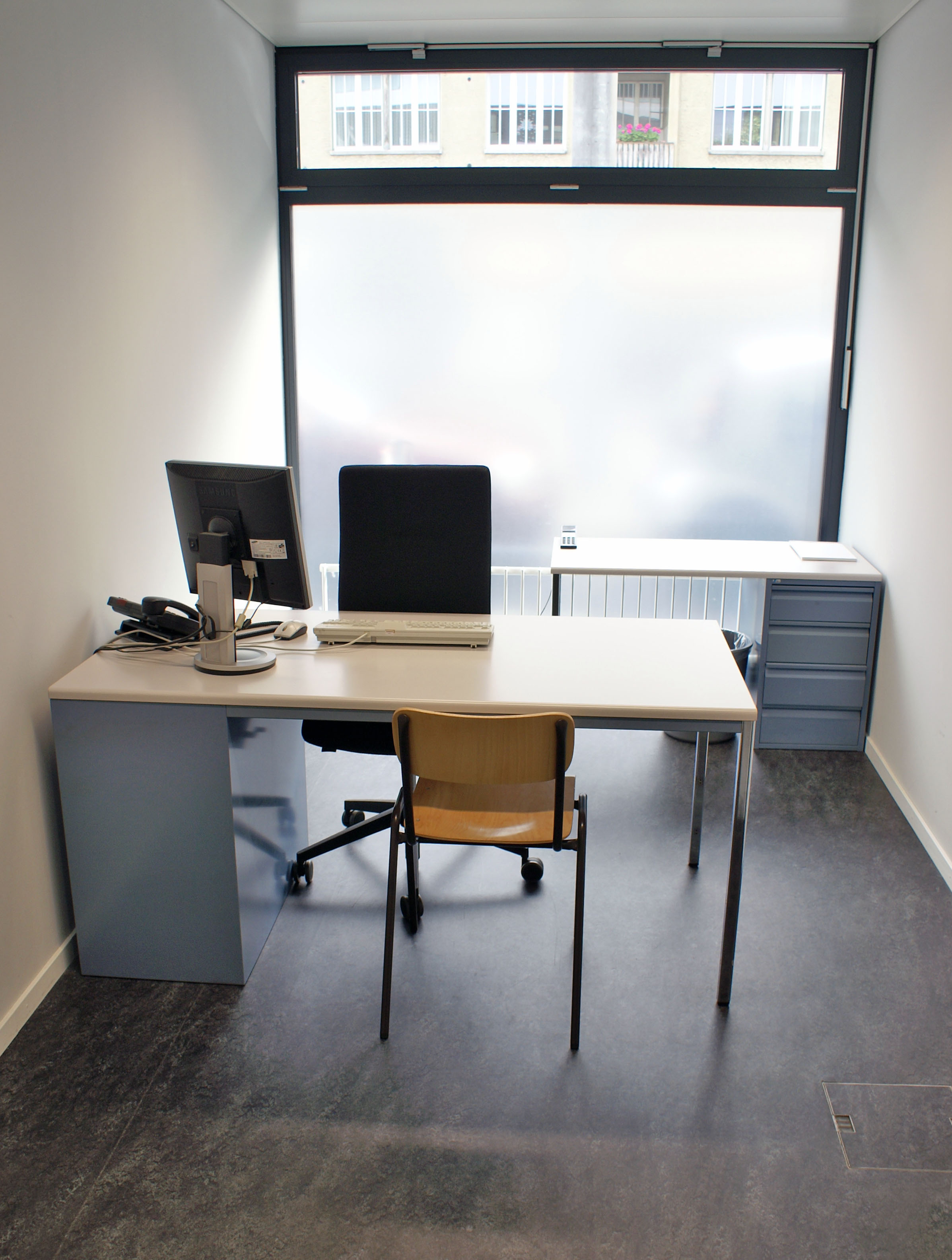
Lieu d'interrogatoire

Un faux aveu est un aveu de culpabilité pour un crime pour lequel la personne n'est pas responsable. Les faux aveux peuvent être obtenus par la contrainte ou par un trouble mental de l'accusé. Les recherches démontrent que les faux aveux se produisent régulièrement dans la jurisprudence, et c'est pour cela que cette dernière a établi une série de règles afin de détecter les faux aveux.
Aux États-Unis, parmi les personnes emprisonnées à tort puis libérées à la suite d'analyses ADN, 15 % à 25 % d'entre elles avaient fait de faux aveux.

## Causes
Les faux aveux peuvent être classés en trois catégories générales, comme indiqué par Saul M. Kassin dans un article, :
- Les faux aveux volontaires sont ceux qui sont donnés librement, sans que la police ne les demande. Parfois, ils peuvent être sacrificiels, pour détourner l'attention de la personne qui a commis le crime. Par exemple, un parent peut avouer pour sauver leur enfant de la prison. Dans certains cas, des personnes ont fait de faux aveux de crimes notoires, tout simplement pour obtenir l'attention. Ainsi, environ 60 personnes ont avoué le meurtre d'Elizabeth Short en 1947, connue comme la "Dahlia Noir"[4].
- Les faux aveux accommodants sont donnés pour échapper à une situation stressante, éviter une punition, ou obtenir une récompense promise ou implicite. Un exemple est la situation d'un interrogatoire de police ; les interrogatoires sont souvent menés dans des chambres sombres, sans fenêtres ni objets si ce n'est une table et deux chaises. Pour les suspects, la pièce devient leur réalité, et cela cause une fatigue mentale sévère chez l'individu interrogé. Après un temps suffisamment long, les suspects peuvent avouer des crimes qu'ils n'ont pas commis pour échapper à ce qu'ils sentent être une situation désespérée. Les techniques d'interrogatoire telles que la technique Reid tentent de suggérer au suspect qu'ils se sentiront soulagés s'ils décident d'avouer. Des récompenses matérielles comme le café ou la fin de l'interrogatoire sont également utilisées pour le même effet. Les gens peuvent aussi avouer un crime qu'ils n'ont pas commis comme une forme de négociation de peine afin d'éviter un alourdissement de la peine. Les personnes qui sont facilement conduites à effectuer de faux aveux ont un score élevé sur l'échelle de susceptibilité de Gudjonsson.
- Les faux aveux intériorisés sont ceux pour lesquels la personne croit véritablement qu'elle a commis le crime, après avoir été sujet à des techniques d'interrogatoires hautement suggestives.

### Faux aveux volontaires
Des personnes fragilisées émotionnellement au moment de l'interrogatoire peuvent décider d'avouer. Par cette décision, elles espèrent mettre fin aux interrogatoires et pensent pouvoir se rétracter par la suite. Des personnes ayant effectué de faux aveux au cours d'une garde à vue ont ainsi expliqué comment la lassitude et la peur les ont conduits à céder.
Les conditions matérielles de la garde à vue, comme la privation de sommeil, pourraient avoir un impact sur l'obtention des aveux.
En 1987, Patrick Dils avoua un double infanticide en pensant que celui lui permettrait de « rentrer chez lui ». Au contraire, il passa quinze ans en prison avant d'être innocenté en 2002.

### Faux aveux accommodants
Des techniques classiques utilisées par la police lors des interrogatoires, notamment la technique Reid, sont efficaces pour obtenir des aveux d'une personne coupable, mais elles présentent aussi le risque de conduire des personnes innocentes à faire de faux aveux,.
Pour Richard Leo, professeur de droit et de psychologie à l'Université de San Francisco, « plus un interrogatoire dure longtemps, plus les enquêteurs augmentent la pression sur le suspect, et plus ils utilisent de techniques et de stratégies pour conduire le suspect du déni à l'aveu. »

Brian Cutler, professeur d'université en psychologie sociale au Canada, décrit l'interrogatoire tel qu'il se déroule selon la technique de Reid :
L'interrogatoire est conçu pour obtenir un aveu. Il ne s'agit pas d'une procédure d'investigation, mais d'une procédure présumant de la culpabilité du suspect. Son but est d'obtenir un aveu du suspect dont la culpabilité est « connue » ou fortement soupçonnée.
Les enquêteurs présentent ainsi au suspect les « preuves » du secouement, par exemple des descriptions de témoins ou des expertises scientifiques formelles. Face à ces preuves irréfutables, le suspect est amené à croire qu'il n'a aucun moyen raisonnable de nier l'acte présumé. C'est l'étape de « maximisation », qui consiste à « faire comprendre au suspect les conséquences extrêmes auxquelles il fait face s'il n'avoue pas, et à ce qu'il se sente pris au piège, impuissant, et convaincu qu'avouer est dans son meilleur intérêt. »
Ensuite vient l'étape de « minimisation », au cours de laquelle les enquêteurs « suggèrent au suspect que son crime est moins sérieux qu'il en a l'air » au travers de marques de sympathie, d'empathie, et de compréhension « d'un crime qui était une réponse normale que n'importe qui, y compris l'enquêteur lui-même, aurait pu commettre dans de telles circonstances. » Le suspect « peut alors imaginer qu'avouer le conduirait à être mieux traité » au cours des procédures judiciaires à venir.

Par exemple, cette technique serait parfois utilisée dans les diagnostics de bébés secoués :
Le diagnostic de bébé secoué procure aux enquêteurs une arme puissante. Si la science médicale « prouve » la cause du décès, un enquêteur interrogeant le suspect peut (et il le fera) confronter l'accusé avec cette preuve irréfutable de culpabilité. Un parent confronté à la détresse à la suite de la mort de son enfant subit aussi le choc d'être accusé de l'avoir tué. La culpabilité, le désespoir, et l'auto reproche peuvent plonger un parent angoissé dans un état d'abattement dans lequel il interiorise sa responsabilité. Un tel « aveu » ferait sens à la fois pour l'accusé et pour ceux qui l'accusent. L'aveu, même s'il est faux, combiné avec la « preuve » médicale, serait très convaincant devant un jury. En effet, le Registre National des Exonérations contient 11 cas de diagnostics de bébé secoué.

### Faux aveux intériorisés
Certaines personnes peuvent se persuader d'avoir commis un crime dont elles sont pourtant innocentes.
Des chercheurs en psychologie ont reproduit expérimentalement les conditions d'un interrogatoire de police, et ils sont parvenus à conduire 70 % des participants à se souvenir de crimes qu'ils avaient commis dans leur jeunesse, et même à apporter des détails factuels sur ces crimes, alors que ces crimes n'avaient en fait jamais eu lieu.

Ce phénomène pourrait se produire dans des diagnostics de maltraitance infantile :
Lorsqu'ils sont confrontés à des « preuves » de secouement ou d'impact, des parents peuvent essayer de se souvenir de ce qu'ils ont pu faire, et se rappeler d'incidents mineurs qui sont alors considérés comme des aveux ou des histoires fluctuantes. Certains de ces interrogatoires surviennent immédiatement après la mort d'un enfant, lorsque des parents ou nounous éperdus peuvent être particulièrement vulnérables à la suggestion, à la manipulation, et aux trous de mémoire.

## Impacts des aveux sur la procédure criminelle
Les aveux peuvent avoir des conséquences importantes au cours des procédures criminelles. Selon un commissaire français, les faux aveux obtenus au cours des interrogatoires de police pourraient conduire à des erreurs judiciaires. Dans une étude américaine datant de 2003, 81 % des personnes ayant effectué de faux aveux avaient fait l'objet d'une condamnation à la suite de ces aveux, avant d'être finalement innocentées.

Selon des chercheurs américains :
Un aveu est considéré comme étant la fin des investigations par quasiment toutes les personnes impliquées dans le système judiciaire criminel. (...) Des jurés potentiels ne croient pas que les faux aveux soient un problème. Richard Leo attribue cela [à] la croyance qu'une personne innocente ne va pas faire de faux aveux à moins qu'elle ne soit torturée ou atteinte d'une maladie mentale.
De plus, lorsque les personnes qui font de faux aveux rétractent ensuite leurs aveux, ces rétractions ne sont que rarement reconnues ; au contraire, elles sont souvent perçues comme des preuves supplémentaires des mensonges des suspects et donc de leur culpabilité. (...)
Les effets d'un aveu perdurent à chaque étape de la procédure criminelle. La police, les procureurs, et même les experts scientifiques, lorsqu'ils sont informés de l'aveu, tendent à rechercher et interpréter toutes les preuves suivantes à la lumière de cet aveu.

## Psychologie
Les mécanismes conduisant une personne innocente à avouer un crime qu'elle n'a pas commis sont essentiellement d'ordre psychologique. Ce phénomène a aussi été étudié du point de vue la psychologie évolutionniste. Le besoin d'avouer pourrait être d'autant plus important qu'il y aurait de personnes convaincues de la culpabilité du suspect dans le groupe social.